# Associação Carazinhense de Futebol
A  Associação Carazinhense de Futebol  é um clube de futebol do Brasil sediado na cidade de Carazinho no estado do Rio Grande do Sul.

## História
O clube surgiu após o licenciamento do Clube Atlético Carazinho, em 31.12.1996, com inúmeros problemas financeiros e administrativos. A Associação Carazinhense disputou os Campeonatos Gaúchos da Segunda Divisão em 1997, 1998, 2004, 2005 e 2006 e da Terceira Divisão em 1999, 2001, 2002 e 2003. Disputou também a Copa da Federação Gaúcha de Futebol de 2005 e em 2006 desistiu em meio a competição. 
O clube ficou licenciado da Federação Gaúcha de Futebol durante o ano de 2007, em razão de uma pena de suspensão aplicada pelo TJD. Em 2008 disputou o Campeonato Estadual da categoria Juvenil. No ano seguinte, com a reativação do Clube Atlético Carazinho, o clube encerra suas atividades.